# Гаймзёт, Хайнц
Хайнц Гаймзёт (нем. Heinz Heimsoeth; 12 августа 1886 в г. Кёльн — 10 сентября 1975 в г. Кёльн) — немецкий философ, исследователь философии Иммануила Канта.

## Биография
Хайнц Гаймзёт родился 12 августа 1886 года в г. Кёльне (Германия). С 1905 г. он изучал философию, математику и историю искусств в университете Гейдельберга, в том числе у Вильгельма Виндельбанда и Эмиля Ласка. С 1906 г. Хайнц Гаймзёт на протяжении трех семестров обучался в Берлинском университете, где слушал лекции авторитетных профессоров — Вильгельма Дильтея, Георга Зиммеля, Алоиса Риля, а также только что защитившего свою диссертацию Эрнста Кассирера. Под влиянием Эрнста Кассирера в 1907 г. он продолжил учебу в Марбургском университете у основателей и классиков «неокантианства» — профессоров Германа Когена и Пауля Наторпа.
В 1911 году в Марбурге Хайнц Гаймзёт защитил докторскую диссертацию на тему «Метод Декарта ясного и четкого познания», а в 1913 г. — габилитационную диссертацию, которая была посвящена «Методу Лейбница формального обоснования». После этого он в качестве приват-доцента, а с 1921 г. как экстраординарный профессор преподавал философские дисциплины в Марбургском университете.
В 1923 году Хайнц Гаймзёт был приглашен на должность ординарного профессора философии в Кёнигсбергский университет (Восточная Пруссия), где основной тематикой его исследований и публикаций стала критическая философия Иммануила Канта. Большинство работ этого периода были опубликованы в авторитетном журнале «Кант-Штудии», например обширное исследование «Метафизические мотивы в образовании критического идеализма» (Kant-Studien, Band XXIX, 1924). Также в это время он принимал активное участие в деятельности Кантовского общества.
В 1931 году Хайнц Гаймзёт из Кёнигсберга переехал в Кёльн, куда он был приглашен на должность ординарного профессора философии. В Кёльнском университете он был несколько раз деканом философского факультета (1933 г., 1943/44 гг.). Среди многочисленных публикаций Кёльнского периода следует выделить переиздание Гайнцом Гаймзётом «Учебника истории философии» Вильгельма Виндельбанда.
В последние военные и послевоенные годы Хайнц Гаймзёт был несколько месяцев профессором философии Марбургского университета, а в 1954 г. ушел на пенсию с должности профессора философии Кёльнского университета. В 1949 г. он был избран членом «Майнцской Академии наук и литературы», а в 1966 г. — почетным доктором Кёльнского университета. Он также был членом редакций многих философских журналов и философских серий. Например, в 1965 г. Хайнц Гаймзёт стал сооснователем серии «Исследования и материалы по истории философии», которая выходит в немецком издательстве «Ольмс» (Хильдесхайм, Цюрих, Нью-Йорк). Умер профессор Хайнц Гаймзёт 10 сентября 1975 года в городе Кёльне.

## Сочинения Хайнца Гаймзёта
- Die Methode der Erkenntnis bei Descartes und Leibnitz. 2 Bände. Töpelmann, Gießen 1912—1914.
- Die sechs großen Themen der abendländischen Metaphysik und der Ausgang des Mittelalters. Stilke, Berlin 1922. Nachdruck der 3. Auflage: Wissenschaftliche Buchgesellschaft, Darmstadt 1987, ISBN 3-534-00076-5.
- Fichte. Reinhardt, München 1923.
- Metaphysik der Neuzeit. Oldenbourg, München, Berlin 1929; 1934. Nachdruck: Oldenbourg, München 1967.
- Geschichtsphilosophie. Bouvier, Bonn 1948.
- Metaphysische Voraussetzungen und Antriebe in Nietzsches «Immoralismus». Steiner, Mainz 1955.

(Hrsg.): Windelband, Wilhelm: Lehrbuch der Geschichte der Philosophie. Mit einem Schlußkapitel «Die Philosophie im 20. Jahrhundert» und einer *Übersicht über den Stand der philosophiegeschichtlichen Forschung. Mohr. 15. Auflage: Tübingen 1957, ISBN 3-16-838032-6.
- Atom, Seele, Monade. Historische Ursprünge und Hintergründe von Kants Antinomie der Teilung. Steiner, Mainz 1960.
- Studien zur Philosophiegeschichte. Kölner Universitätsverlag, Köln 1961.
- Hegels Philosophie der Musik. Bouvier, Bonn 1964 (aus Hegel-Studien. Band 2, 1963, S. 162—201).
- Transzendentale Dialektik. Ein Kommentar zu Kants Kritik der reinen Vernunft. 4 Bände. de Gruyter, Berlin 1966—1971.
- Studien zur Philosophie Immanuel Kants. Bouvier, Bonn 1961. 2. Auflage 1971, ISBN 3-416-00437-X.

### Переводы на русский язык
- Гаймзёт Гайнц. Воля и деяние-действие в философии Й. Г. Фихте / Перевод с немецкого Владимира Абашника // Філософія спілкування: філософія, психологія, соціальна комунікація / Щорічний науково-практичний журнал. — Харків: Видавець Савчук О. О.; ХНТУСГ ім. П. Василенка, 2011. — № 4. — С. 35-40.